# Борисово (Яргомжское сельское поселение)
Борисово — деревня в Череповецком районе Вологодской области.
Входит в состав Яргомжского сельского поселения, с точки зрения административно-территориального деления — в Яргомжский сельсовет.
Расстояние по автодороге до районного центра Череповца — 14 км, до центра муниципального образования Ботово — 1 км. Ближайшие населённые пункты — Ботово, Фенево, Мостовая.
По переписи 2002 года население — 27 человек (13 мужчин, 14 женщин). Всё население — русские.